# ジョヴァンニ・ボレリ

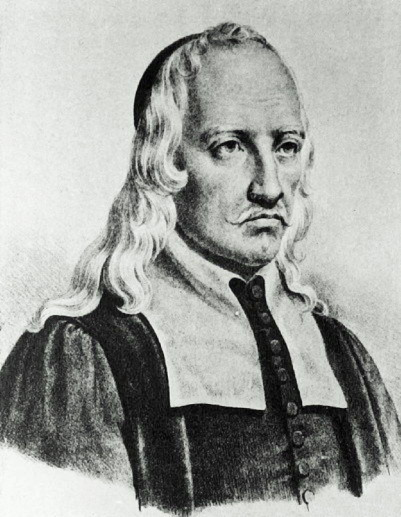
Giovanni Alfonso Borelli.

ジョヴァンニ・ボレリ（Giovanni Alfonso Borelli、1608年1月28日 - 1679年12月31日）は、17世紀イタリアの物理学者、生理学者である。天体の運動理論や、骨と筋肉による動物の運動の理論の基礎を築いた。

## 生涯
ナポリに生まれた。ピサ大学で数学を研究し、フィレンツェで物理と天文学を学んだ。1649年メッシーナで、1656年ピサ大学の数学の教授となった。1666年、Theorica mediceorum planetarum ex causis physicis deducta（『物理的原因から導かれたメディチの星の理論』）を出版し、フランスの学者イスマエル・ブーリオーの幾何理論の助けを受けて、惑星の軌道が楕円軌道となる理由を説明した。1674年ローマに移り、退位したスウェーデン女王クリスティーナの保護をうけた。
最も有名な著作は、動物の運動を力学的に説明することを試みたmotu animalium『動物の運動について』（1680～81年）で、医理物理学派の創始者として位置付けられている。
また、天文学では、ピエール・マリア・ムトリというペンネームで1665年に出版された手紙の中で、彗星が放物線を描くという考えを初めて提唱した。

## 著作
- Della cagioni delle febbri maligne (Pisa, 1658)
- Euclides Restitutus (Pisa, 1658)
- Apollonii Pergaei Conicorum libri v., vi. et vii. (Florence, 1661)
- De vi percussionis (Bologna, 1667)
- Meteorologia Aetnea (Reggio, 1669)
- De motionibus naturalibus a gravitate pendentibus (Bologna, 1670)